# Direcció general de Belles Arts
La Direcció general de Belles Arts és un òrgan de gestió del Ministeri de Cultura i Esport. Anteriorment, de 2016 a juny de 2018 es va denominar Direcció general de Belles Arts i Patrimoni Cultural.
Aquesta direcció general és el màxim òrgan de la Administració responsable de conservar, documentar, investigar i divulgar el patrimoni cultural espanyol, dins i fora de les fronteres d'Espanya.

## Història

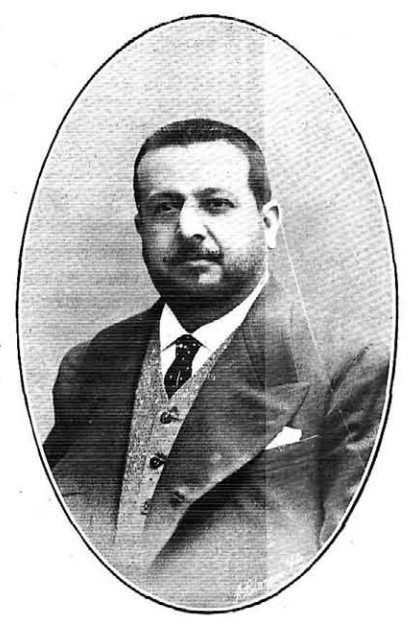
Pedro Poggio y Álvarez (1863-1929), primer Director General

La creació de la Direcció general de Belles Arts, com a branca específica de l'administració pública de la cultura, va ser autoritzada per la Llei de Pressupostos de 26 de desembre de 1914 i es va materialitzar per les Reials Ordres de 26 de gener i 12 de febrer de 1915, sent el seu primer titular Pedro Poggio i Álvarez. En els seus inicis, la Direcció general de Belles Arts responia a la voluntat d'enfortir administrativament l'organització del citat Ministeri d'Instrucció Pública i Belles Arts que la va facultar per tramitar els assumptes de construccions civils relacionats amb monuments nacionals, museus, escoles artístiques, pintura, conservatoris de música i altres entitats d'índole artística. Pot entendre's, per tant, que la Direcció general de Belles arts constitueix la unitat administrativa entorn de la qual s'ha estructurat històricament l'acció pública estatal espanyola en matèria de cultura.

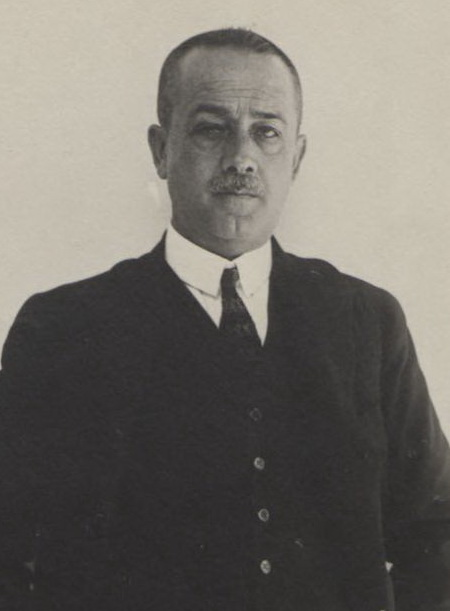
Ricardo de Orueta y Duarte, Director General durant la Segona República

Al llarg del segle passat destaca significativament la etapa republicana, amb la brillant labor del Director General Ricardo de Orueta y Duarte, recentment reconeguda, que va impulsar de manera decisiva la salvaguarda del patrimoni històricocultural espanyol, així com el seu exhaustiu estudi i catalogació. De la mateixa manera, durant el seu mandat es publica la transcendent Llei del Tresor Artístic Nacional de 1933, l'essència del qual i continguts es van mantenir i van perfeccionar en la vigent Llei 16/85 del Patrimoni Històric Espanyol. Després de la guerra civil, el posterior període de la dictadura va suposar un lent procés de reconstrucció i recuperació nacional, a tots els nivells —organitzatiu, institucional, professional, etc.— marcat per un estricte control ideològic, encara que en l'àmbit artístic s'aprecien algunes llums significatives, com ha evidenciat la recent mostra del Museu Reina Sofia sobre la postguerra espanyola.
A partir de 1977, amb la tornada de la democràcia, s'inicia una nova organització administrativa també en el cultural. La Direcció general de Belles arts s'anirà integrant en diferents departaments ministerials, durant les successives legislacions en funció de la política del moment. D'aquesta manera, la Direcció general va adaptant les seves competències sota diferents denominacions: Direcció general del Patrimoni Artístic, Arxius i Museus (1977-1982) que el seu primer titular va ser Evelio Verdera y Tulles (1977-1979), Direcció general de Belles arts, Arxius i Biblioteques (1982), Direcció general de Belles arts i Arxius (des de 1982 a 1994), Direcció general de Belles arts i Béns Culturals (des de 1994 a 2011), Direcció general de Belles arts i Béns Culturals i d'Arxius i Biblioteques (des de 2012 a 2016) que ha sumat al seu àmbit tradicional d'actuació les competències d'arxius estatals i de coordinació bibliotecària abans centrades en la Direcció general del Llibre i Biblioteques (creada en 1977), Direcció general de Belles arts i Patrimoni Cultural del 12 de novembre de 2016 al 23 de juny de 2018 quan va recuperar el nom de Direcció general de Belles Arts.

## Funcions
Les competències d'aquesta direcció general es regula en l'article 10 del Reial decret 284/2017, de 24 de març, i li atorga les següents competències:
- La formació del Registre de Béns d'Interès Cultural i de l'Inventari General de Béns Mobles.
- La proposta d'adquisició de béns del patrimoni històric espanyol i de les mesures que hagin d'adoptar-se per a la seva protecció i defensa.
- La coordinació amb les Unitats del Ministeri que intervinguin en la gestió de béns del patrimoni històric espanyol, així com amb els altres Departaments ministerials i, si escau, amb les altres Administracions públiques.
- L'exercici de les competències que corresponen a la Administració General de l'Estat per a l'aplicació del règim jurídic de la protecció del patrimoni històric.
- L'exercici de les competències relatives al funcionament dels registres taurins, el foment i protecció de la tauromàquia i el secretariat de la Comissió Nacional d'Assumptes Taurins, la presidència dels quals correspon al titular del Ministeri de Cultura i Esport o autoritat en qui aquest delegui.
- La gestió i promoció dels museus de titularitat estatal adscrits a la Direcció general de Belles arts i Patrimoni Cultural i l'exercici de les actuacions inherents a la titularitat dels museus estatals gestionats per les Comunitats Autònomes.
- La coordinació amb les Unitats del Ministeri que tinguin adscrits museus o col·leccions de béns culturals, l'assessorament sobre la creació de museus estatals qualsevol que sigui la seva adscripció ministerial, així com l'assessorament tècnic i científic als museus de titularitat estatal dependents d'altres ministeris.
- La coordinació del Sistema Espanyol de Museus, la cooperació amb altres Administracions i entitats públiques i privades en matèria de museus, la gestió del Registre d'Institucions Usuàries del Sistema Integrat de Documentació i Gestió Museogràfica –DOMUS– i la coordinació i manteniment de la Xarxa Digital de Col·leccions de Museus d'Espanya.
- L'elaboració d'estudis de públic orientats a la millora de la gestió dels museus adscrits a la Direcció general de Belles arts i Patrimoni Cultural.
- L'elaboració i execució dels plans per a la conservació i restauració dels béns immobles del patrimoni històric, sense perjudici de les funcions atribuïdes a la Gerència d'Infraestructures i Equipaments d'Educació i Cultura, així com la cooperació amb altres Administracions públiques i entitats públiques o privades per al desenvolupament d'aquests plans i el seu seguiment.
- L'elaboració i execució dels plans per a la conservació i restauració dels béns mobles del patrimoni històric, així com dels fons que constitueixen el patrimoni documental i bibliogràfic i la cooperació amb altres Administracions públiques i entitats públiques o privades per al desenvolupament d'aquests plans i el seu seguiment.
- La promoció i foment dels projectes de recerca arqueològica espanyola en l'exterior.
- L'arxiu i sistematització dels treballs realitzats i de la documentació disponible sobre patrimoni històric; la recerca i estudi sobre criteris, mètodes i tècniques per a la seva conservació i restauració, així com la formació de tècnics i especialistes en conservació i restauració dels béns immobles i mobles integrants d'aquest patrimoni.
- La promoció de la creació artística i de les exposicions i qualssevol altres activitats de difusió de les arts visuals.
- La gestió dels arxius de titularitat i gestió estatal adscrits al Departament, i l'assessorament respecte dels arxius de titularitat estatal dependents d'altres Ministeris.
- La creació, dotació i foment d'arxius de titularitat estatal.
- La coordinació del Sistema Espanyol d'Arxius i la cooperació amb altres Administracions i entitats públiques o privades en matèria d'arxius.
- El foment de la conservació del patrimoni documental i la seva promoció i difusió nacional i internacional.
- La planificació, desenvolupament i manteniment de l'arxiu central del Departament.
- L'elaboració de programes i plans per al foment i millora de les biblioteques, així com la coordinació i promoció de la cooperació bibliotecària.
- L'oferta de serveis tècnics i assessorament en matèria bibliotecària.
- La creació, dotació i foment de biblioteques de titularitat estatal.
- L'obtenció, explotació i utilització de dades de biblioteques.
- La coordinació i manteniment del Catàleg col·lectiu del patrimoni bibliogràfic.

## Estructura
La Direcció general de Belles arts i Patrimoni Cultural té sota la seva dependència els següents òrgans:
- Subdirecció General de Protecció del Patrimoni Històric.
- Subdirecció General de Museus Estatals.
- Subdirecció General de l'Institut del Patrimoni Cultural d'Espanya.
- Subdirecció General de Promoció de les Belles arts.
- Subdirecció General dels Arxius Estatals.
- Subdirecció General de Coordinació Bibliotecària.

S'adscriu a la Direcció general de Belles arts i Patrimoni Cultural la Junta de Qualificació, Valoració i Exportació de Béns del Patrimoni Històric Espanyol.

## Llista de directors generals
- Román Fernández-Baca Casares (2018-)[4]
- Luis Lafuente Batanero (2016-2018) (DG de Belles Arts i Béns Culturals i d'Arxius i Biblioteques)[5]
- Miguel Ángel Recio Crespo (2014-2016)
- Jesús Prieto de Pedro (2012-2014)
- María Ángeles Albert de León (2009-2011) (DG de Belles Arts i Béns Culturals)
- José Jiménez Jiménez (2007-2009)
- Julián Martínez García (2004-2007)
- Joaquín Puig de la Bellacasa Alberola (2000-2004)
- Benigno Pendás García (1996-2000)
- Jesús Viñuales González (1994-1996)
- José Guirao Cabrera (1993-1994) (DG de Belles Arts i Arxius)
- José María Luzón Nogué (1991-1993)
- Jaime Brihuega Sierra (1988-1991)
- Juan Miguel Hernández León (1987-1988)
- Miguel Satrústegui Gil-Delgado (1986-1987)
- Dionisio Hernández Gil (1984-1986)
- Manuel Fernández Miranda Fernández (1982-1984)
- Alfredo Pérez de Armiñán y de la Serna (1982) (DG de Belles Arts, Arxius i Biblioteques)
- Javier Tusell Gómez (1979-1982) (DG de Patrimoni Artístic, Arxius i Museus)
- Evelio Verdera y Tulles (1977-1979)